# Robert Pullen
Robert Pullen (ur. w 1080, zm. we wrześniu 1146) – angielski średniowieczny filozof i teolog oraz pierwszy w historii kardynał pochodzący z Anglii.

## Życiorys
Urodził się w południowo-zachodniej Anglii w szlacheckiej rodzinie i po otrzymaniu wstępnej edukacji w swoim kraju udał się na studia teologiczne do Paryża. Należał do uczniów Guillaume de Champeaux oraz Piotra Abelarda, z tym, że w późniejszym czasie zdystansował się od poglądów tego drugiego. Uzyskał tytuł magistra. W 1113 został archidiakonem w Exeter. Od 1133 przez kilka lat był wykładowcą na uniwersytecie w Oxfordzie; jego wykłady przyniosły mu sławę wybitnego teologa. Król Anglii Henryk I Beauclerc oferował mu nawet biskupstwo ale odmówił. W 1134 został archidiakonem w Rochester. Po roku 1135 opuścił ogarniętą wówczas wojną domową Anglię i wyjechał do Paryża, a następnie, około roku 1143 przybył do Rzymu. Papież Lucjusz II w grudniu 1144 mianował go kardynałem prezbiterem Santi Silvestro e Martino ai Monti, a w styczniu 1145 kanclerzem Stolicy Apostolskiej. Obydwie te funkcje piastował aż do śmierci w Viterbo we wrześniu 1146.
Jego najbardziej znanym dziełem teologicznym jest Sententiarum Logicarum Libri VIII, w dużej mierze wymierzone przeciwko doktrynie jego byłego nauczyciela Abelarda. Oprócz tego napisał też komentarze do ksiąg biblijnych i zbiory kazań.